# 韦伦丁根
韦伦丁根是德国巴登-符腾堡州的一个市镇。总面积17.47平方公里，总人口3087人，其中男性1558人，女性1529人（2011年12月31日），人口密度177人/平方公里。